# Hildegard Eppler
Klara Hildegard Eppler (* 25. April 1898 als Hildegard Dieterich in Holzheim bei Göppingen; † 10. Mai 1998 in Schwäbisch Hall) war eine deutsche Lehrerin und erste Stadträtin in Schwäbisch Hall.

## Leben
Hildegard Eppler wurde am 25. April 1898 als dritte Tochter von Reinhold Dieterich (1866–1918) und seiner Ehefrau Helene (geb. Fischer, 1869–1945) in der damals noch eigenständigen kleinen Gemeinde Holzheim (heute ein Stadtbezirk von Göppingen) geboren. Dort war ihr Vater als protestantischer Pfarrer tätig. Bedingt durch seine Versetzungen wechselte die Familie mehrfach den Wohnort; im Oktober 1901 zog die Familie zunächst nach Aldingen, wo eine weitere Tochter zur Welt kam, und nach der Ernennung des Familienvaters zum Pfarrer am Ulmer Münster im Oktober 1912 nach Ulm. Ihre Eltern werden als liberale Akademiker beschrieben, die den sozialen Ideen Friedrich Naumanns aufgeschlossen gegenüberstanden.
Die junge Frau absolvierte eine Ausbildung zur Lehrerin und war einige Jahre in diesem Beruf tätig. Am 30. März 1920 heiratete sie in Ulm den Mathematiker und Physiker Richard Eppler (1884–1941), der zu jener Zeit als Studiendirektor an einem Ulmer Realgymnasium tätig war. Aus dieser Ehe gingen sieben Kinder hervor, darunter Erhard Eppler (1926–2019), der als SPD-Mitglied Bundestagsabgeordneter sowie Bundesminister für wirtschaftliche Zusammenarbeit war. Ein weiterer Sohn war der Hochschullehrer Richard Eppler (1924–2021). Ihre Tochter Ilse heiratete den Dirigenten Wolfgang Gönnenwein.
Nach der Berufung Richard Epplers als Oberstudiendirektor am Gymnasium für Jungen in Schwäbisch Hall übersiedelte die Familie 1930 in ein neu erbautes Haus am Waldrand auf dem Galgenberg (heute „Friedensberg“), in dem Erhard Eppler später seinen Lebensabend verbringen sollte. Er beschrieb seine Mutter als „herzlich und spontan“. Sie habe in der Familie „eine Atmosphäre der Freiheit geschaffen“.
Entgegen dem Trend der damaligen Zeit, dass Frauen sich in die Familie zurückzogen, engagierte sich Hildegard Eppler nach dem frühen Tod ihres Ehemannes im Jahr 1941 zunehmend bürgerschaftlich und kommunalpolitisch.
Obwohl sie anfangs Sympathien für die Nationalsozialisten hegte, weil sie hoffte, dass diese an die national-sozialen Gedanken eines Friedrich Naumann anknüpfen würden, und sogar ein „Amt in der Haller Ortsgruppe der NS-Frauenschaft“ übernommen hatte, blieb ihre Haltung gegenüber dem Nazi-Regime letztlich kritisch. So kritisierte sie den Umgang der Nationalsozialisten mit den Juden und der Kirche und „wehrte sich öffentlich mutig gegen Angriffe auf Kirche und Pfarrer“.
Nach dem Zweiten Weltkrieg versuchte Eppler, durch ihr soziales Engagement der allgemeinen Not und der wirtschaftlich schwierigen Lage der Flüchtlinge und Heimatvertriebenen entgegenzuwirken. Nach ihrem Motto „Helfen, wo's nötig ist“, gründete sie im Jahr 1948 gemeinsam mit Mara Vogelmann die Allgemeinnützliche Verkaufsstelle Schwäbisch Hall, eine Vorgängerin der modernen Secondhand-Läden. Diese Verkaufsstelle besteht noch heute und hat bis zu ihrem 70-jährigen Jubiläum im Jahr 2018 fast 120.000 Euro für wohltätige Zwecke erwirtschaftet.
Mit dem Ziel, sich konsequent für sozial Schwächere einzusetzen, entschied sich Eppler Anfang der 1950er zu einer Kandidatur auf kommunalpolitischer Ebene. Am 28. Januar 1951 zog Eppler als erste Frau und als erstes Mitglied der Freien Wähler Vereinigung (FWV) in den Gemeinderat von Schwäbisch Hall ein. Zwei Wahlperioden lang war sie bis 1959 dessen einziges weibliches Mitglied. Eppler gehörte dem Gemeinderat bis 1962 an. Ihre Schwerpunkte setzte sie im sozialen und im bürgerschaftlichen Bereich.
1983 wurde Hildegard Eppler mit dem Bundesverdienstkreuz geehrt.
Hildegard Eppler starb am 10. Mai 1998 wenige Tage nach Vollendung ihres 100. Lebensjahres in Schwäbisch Hall.

## Gedenken
Zu ihrem Andenken wurde sie in der Ausstellung „Frauen im Haller Gemeinderat“ am 27. April 2009 geehrt. Als erste der 25 Frauen, die sich von 1951 an bis 2009 im Haller Gemeinderat engagierten, wird sie mit einer Kurzbiografie und Fotoporträt auch im parallel erschienenen Katalog vorgestellt.